# Mauro Silva
Mauro da Silva Gomes (conosciuto come Mauro Silva; São Bernardo do Campo, 12 gennaio 1968) è un ex calciatore brasiliano, di ruolo centrocampista, campione del Mondo con la Nazionale brasiliana nel 1994.
Considerato uno dei migliori mediani degli anni 90, ha legato la sua carriera al Deportivo la Coruna, club nel quale ha disputato 13 stagioni e del quale è il secondo giocatore di tutti i tempi per presenze complessive; a livello di club ha conquistato principalmente un Campeonato Paulista con la maglia del Bragantino, e la Liga del 1999/2000 con la maglia del Deportivo. A livello internazionale si è aggiudicato il Mondiale del 1994 e la Copa America del 1997.
In una votazione organizzata dalla società nel 2016 per eleggere la miglior squadra della propria storia, è stato eletto dai tifosi del Deportivo come Miglior Giocatore della storia del club entrando così di diritto nella Hall of Fame ufficiale della squadra.

## Caratteristiche tecniche
Centrocampista difensivo dalla grandissima resistenza fisica, è dotato di notevole intelligenza tattica e grande tempismo negli interventi; ha svolto per tutta la carriera il ruolo di mediano in un centrocampo a due (le "dighe" di centrocampo che ha formato con i connazionali Flavio Conceicao negli anni di maggior successo al Deportivo e Dunga in Nazionale sono entrate nell'immaginario popolare grazie alla loro grande efficacia). Sebbene dotato di ottima tecnica individuale e di una buona proprietà di palleggio nel breve, la scarsa visione di gioco ed una scarsa propensione all'inserimento ne hanno limitato l'impiego principalmente al ruolo di equilibratore della squadra, sia in nazionale che nei club.
Grazie alla sua professionalità nel lavoro quotidiano ed al grande temperamento mostrato in campo, risulta spesso un leader per il resto della squadra.
Ha dichiarato di rivedersi nel centrocampista del Real Madrid Casemiro.

## Carriera

### Club

#### Esordi in patria
Dopo una lunga trafila nel settore giovanile del Guarani, entra a far parte della prima squadra senza tuttavia riuscire ad imporsi; nel 1990 viene acquistato dal Bragantino, allenato da Wanderlei Luxemburgo. L'allenatore brasiliano intuisce le qualità di Silva nonostante la giovane età e la poca esperienza e in poco tempo ne fa uno dei perni della squadra. A seguito di due stagioni disputate su ottimi livelli, condite dalla vittoria di un Campionato Paulista, Silva conquista la nazionale maggiore e desta l'interesse di numerose squadre spagnole, all'epoca molto vigili sul mercato brasiliano.

#### Affermazione al Deportivo
Nell'estate del 1992 viene acquistato dal Deportivo la Coruna e presentato assieme ai connazionali Donato e Bebeto, anch'essi future leggende del club galiziano; Silva si impone subito come uomo chiave della formazione del mister Arsenio Iglesias, che, guidata dai goal di Bebeto, capocannoniere del torneo, centra la terza posizione in campionato dopo un lungo testa a testa per il primato in classifica col Barcellona di Cruijff, alla terza affermazione consecutiva.
La seconda stagione in Spagna di Silva conferma il suo ruolo di leader della squadra, che conquista la vetta della classifica alla quattordicesima giornata per mantenerla fino all'ultima, dove il Deportivo, primo a pari punti con il Barcellona (ma avente il vantaggio negli scontri diretti), pareggia clamorosamente per 0-0 sul campo del Valencia, a causa dell'errore dal dischetto nei secondi finali di Miroslav Djukic, presentatosi alla battuta in seguito all'assenza di Donato ed al rifiuto di Bebeto. Il titolo finisce cosi nuovamente al Barcellona, che sconfigge agevolmente il Siviglia per 5-2.
Il primo trofeo con la formazione biancoblu giunge alla terza stagione, nel 94/95: il Deportivo sconfigge per 2-1 il Valencia nella finale di Copa del Rey, conquistando anche la Supercoppa pochi mesi più tardi, sconfiggendo il Real Madrid. Silva prende parte esclusivamente al doppio match di Supercoppa, saltando la finale di Copa del Rey per un problema fisico.

#### L'addio di Iglesias e gli anni intermedi
In seguito alla vittoria in Coppa nazionale, Arsenio Iglesias lascia la guida tecnica della squadra al gallese John Toshack; nelle successive stagioni i risultati del club sono piuttosto deludenti, con piazzamenti che vanno dal nono posto del 95-96 al terzo posto del 96-97. Silva si afferma come vice-capitano della squadra, indossando la fascia quando capitan Donato risulta indisponibile.

#### La nascita delSuperdeportivoe la conquista della liga
L'inizio della stagione 98/99 vede il basco Javier Irureta assumere la guida tecnica della squadra; il nuovo allenatore inaugura un nuovo corso per il club galiziano, schierando una squadra spregiudicata e molto offensiva proprio grazie alla presenza di Silva a centrocampo: dopo una prima stagione di assestamento, conclusa al quinto posto in campionato, il Deportivo riesce nell'impresa di vincere il campionato, il primo e finora unico successo del club nel campionato spagnolo, al quale si aggiunge la Supercoppa dello stesso anno; Silva è ancora una volta uno dei giocatori chiave della squadra, assieme al capocannoniere Maakay ed al fantasista brasiliano Djalminha.
La storica impresa appena compiuta convince il presidente Augusto Cesar Lendoiro ad investire ancora di più: nei successivi 5 anni il Deportivo conquista due secondi posti e due terzi posti, partecipando stabilmente alla Champions League e raggiungendo le semifinali dell'edizione 2003/2004, dopo aver eliminato agli ottavi di finale i vicecampioni della Juventus (vincendo entrambi i match per 1-0) e ai quarti i campioni in carica del Milan, clamorosamente rimontati al Riazor per 4-0 dopo aver vinto agevolmente per 4-1 la partita d'andata a Milano; Silva, nonostante i 36 anni, gioca una delle migliori partite della sua carriera, riuscendo ad annullare il connazionale Kakà.

#### Ultimi titoli e ritiro
Sebbene il Deportivo non riesca più ad affermarsi in campionato dopo la vittoria del 2000, la squadra riesce comunque a vincere altre due Coppe del Re, nel 2002 e nel 2005, centrando ambedue le volte anche la vittoria in Supercoppa; particolarmente avvincente fu la finale di Coppa del 2002, in cui il Deportivo sconfisse allo stadio Santiago Bernabeu il cosiddetto "Real Madrid dei galacticos" per 2-1; la finale era stata organizzata a Madrid per omaggiare il centenario del club madrileno.
A partire dalla stagione 2003-2004, a seguito del ritiro di Donato, Silva viene nominato capitano della squadra.
Annuncia il ritiro al termine della stagione 2004-2005, a 37 anni, dopo 428 partite ufficiali con la maglia del club di La Coruna (369 in campionato) e 5 titoli vinti, tra cui un campionato, due coppe nazionali, e le tre relative Supercoppe.

### Nazionale
Entra a far parte stabilmente della selezione brasiliana nel 91, grazie all'intuizione dell'allenatore ed ex bandiera della Roma Paulo Roberto Falcao. Silva conquista, sin dalla Copa America del 91(persa in finale con i rivali dell'Argentina), il posto da titolare accanto al capitano Dunga.
Ai mondiali del 94 il Brasile si presenta con una squadra molto criticata dalla stampa locale, lontana dai concetti classici del calcio verdeoro: si tratta di una squadra tecnicamente povera, con molti "faticatori" ( titolari a centrocampo erano tre mediani come Silva, Dunga e Mazinho) ed in cui l'intero peso offensivo della manovra era sulle spalle del duo d'attacco composto da Romario e Bebeto. La "Selecao" , nonostante le basse aspettative, si dimostra una squadra estremamente cinica ed organizzata, laureandosi vincitrice sconfiggendo ai rigori l'Italia in finale.
Silva è nuovamente titolare nella vittoriosa Copa America del 97, col compito di dare equilibrio ad una squadra dotata di un debordante talento offensivo (spesso la squadra schierava contemporaneamente giocatori come Djalminha, Denilson, Romario, Ronaldo, Rivaldo, Cafù, Roberto Carlos).
Salta per infortunio il mondiale del 98, venendo sostituito dal centrocampista dell'Arsenal Gilberto Silva.
Nonostante venga incluso in rosa per le partite di qualificazione al mondiale del 2002, il CT Scolari non lo inserisce nei convocati per la rassegna iridata, esclusione che lo porta all'abbandono della nazionale; termina la sua carriera internazionale con all'attivo 58 partite in maglia verdeoro, con un Mondiale ed una Copa America conquistati.

## Palmarès

### Club

#### Competizioni statali
- Campeonato Paulista: 1

Bragantino: 1990

#### Competizioni nazionali
- Campionato spagnolo: 1

Deportivo La Coruña: 1999-2000
- Coppa di Spagna: 2

Deportivo La Coruña: 1994-1995, 2001-2002
- Supercoppa di Spagna: 3

Deportivo La Coruña: 1995, 2000, 2002

### Nazionale
- Campionato mondiale: 1

Stati Uniti 1994
- Coppa America: 1

Bolivia 1997

### Individuale
- Bola de Ouro: 1

1991
- Bola de Prata: 1

1992